# High Civilization
«High Civilization» — двадцять перший альбом британсько-австралійського рок-гурту «Bee Gees». Випущений у 1991 році.

## Список композицій
1. «High Civilization» — 5:31
2. «Secret Love» — 3:42
3. «When He's Gone» — 5:59
4. «Happy Ever After» — 6:17
5. «Party with No Name» — 4:56
6. «Ghost Train» — 6:04
7. «Dimensions» — 5:28
8. «The Only Love» — 5:36
9. «Human Sacrifice» — 5:42
10. «True Confessions» — 5:16
11. «Evolution» — 5:37